# Europejski System Banków Centralnych
Europejski System Banków Centralnych, ESBC (ang. European System of Central Banks) – ciało zrzeszające Europejski Bank Centralny, banki centralne państw członkowskich strefy euro oraz banki centralne państw członkowskich Unii Europejskiej, które nie należą do strefy euro.
Banki centralne państw członkowskich UE, których walutą nie jest euro, zachowują swoje uprawnienia w zakresie polityki pieniężnej zgodnie z ustawodawstwem krajowym i w związku z tym nie uczestniczą we wspólnej polityce pieniężnej Eurosystemu.

## Struktura
W skład ESBC wchodzą:
- Eurosystem, który składa się z EBC i banków centralnych tych krajów Unii Europejskiej, które przyjęły euro. Krajami tymi są Austria, Belgia, Finlandia, Francja, Niemcy, Grecja, Irlandia, Włochy, Luksemburg, Holandia, Portugalia, Hiszpania oraz Słowenia (od 1 stycznia 2007), Malta, Cypr (od 1 stycznia 2008), Słowacja (od 1 stycznia 2009), Estonia (od 1 stycznia 2011), Łotwa (od 1 stycznia 2014) Litwa (od 1 stycznia 2015) i Chorwacja (od 1 stycznia 2023).

- narodowe banki centralne krajów członkowskich UE, które nie przyjęły euro. Są nimi Dania, Szwecja, Polska, Czechy, Węgry, Bułgaria i Rumunia. Mogą one w ramach ESBC prowadzić własną politykę pieniężną, ale są wyłączone z procesu decyzyjnego dotyczącego polityki monetarnej strefy euro.

Organami decyzyjnymi ESBC są organy Europejskiego Banku Centralnego, tj. Rada Prezesów i Rada Ogólna. EBC sporządza także sprawozdania z działalności ESBC i przedstawia je Parlamentowi Europejskiemu, Radzie Unii Europejskiej, Komisji Europejskiej i Radzie Europejskiej.

## Zadania ESBC i Eurosystemu
Zadania ESBC i Eurosystemu są określone w Traktacie ustanawiającym Wspólnotę Europejską i wyszczególnione w statucie ESBC i EBC, który stanowi załącznik do Traktatu. W Traktacie założono, że wszystkie państwa UE przyjmą jednolitą walutę euro. Do czasu spełnienia tego warunku zadania ESBC na obszarze unii walutowej realizuje Eurosystem.
Głównym celem ESBC jest utrzymanie stabilności cen (czyli kontrola inflacji). Bez uszczerbku dla tego celu wspiera także politykę gospodarczą Unii Europejskiej, co ma prowadzić do osiągnięcia celów Wspólnoty i wysoki poziom zatrudnienia. Podstawowe zadania Systemu to kreowanie i realizacja polityki walutowej UE, zarządzanie rezerwami walutowymi krajów członkowskich, przeprowadzanie operacji dewizowych oraz wspieranie sprawnego działania systemów płatniczych.
Dodatkowym zadaniem jest decydowanie o autoryzacji emisji monet i banknotów wspólnej waluty na obszarze euro i decydowanie o wielkości ich emisji.
Narodowe banki centralne są integralną częścią Systemu – ich statuty muszą być zgodne ze statutem ESBC, są one zobowiązane do prowadzenia polityki zgodnej z polityką ESBC. Ich prawnym obowiązkiem jest dbanie o stabilność euro i informowanie społeczeństwa o polityce pieniężnej ESBC.